# Розанов, Николай Николаевич
Никола́й Никола́евич Ро́занов (род. 26 декабря 1940, Ленинград) — советский и российский учёный, начальник отдела теоретических исследований Института лазерной физики АО «ГОИ им. С. И. Вавилова», заведующий кафедрой оптики лазеров инженерно-физического факультета университета ИТМО, главный научный сотрудник ФТИ им. Иоффе РАН.
Профессор, доктор физико-математических наук, академик РАН (2022), действительный член Академии инженерных наук им. А. М. Прохорова, главный редактор журнала «Оптика и спектроскопия».

## Биография
- 1958—1963 — обучение на физическом факультете Ленинградского государственного университета им. А. А. Жданова.

Основная научная деятельность Н. Н. Розанова была связана с Государственным оптическим институтом (ГОИ) им. С. И. Вавилова. По совместительству в разные годы также работал в университете ИТМО и Физико-техническом институте (ФТИ) им. А. Ф. Иоффе.
- 1963 — инженер в ГОИ им. С. И. Вавилова.
- 1967 — младший научный сотрудник.
- 1970 — защита кандидатской диссертации «Взаимодействие электромагнитных колебаний с близкими частотами в полуклассической теории генерации газовых лазеров».
- 1972 — старший научный сотрудник.
- 1973 — начальник лаборатории.
- 1982 — защита докторской диссертации «Теория явлений самовоздействия (самофокусировки и оптической бистабильности) в лазерных системах».
- 1993 — заведующий отделом и лабораторией Института лазерной физики[3].
- 2003 — присвоено звание «Почетный работник промышленности вооружений».
- 2007 — лауреат премии имени Д. С. Рождественского РАН[4].
- 2010 — заведующий кафедрой оптики лазеров университета ИТМО[5].
- 2011 — член-корреспондент Российской академии наук по Отделению физических наук, специализация — «Общая физика и астрономия»[6].
- 2016 — член Комиссии по борьбе с лженаукой и фальсификацией научных исследований.
- 2022 — академик Российской академии наук[7].

## Общественная позиция
В феврале 2022 года подписал открытое письмо российских учёных и научных журналистов с осуждением вторжения России на Украину и призывом вывести российские войска с украинской территории.
В августе 2022 года совместно с рядом российских правозащитников и учёных подписал открытое письмо Президенту России, предложив ему содействовать отмене смертной казни в ДНР.

## Научная деятельность
В работах Н. Н. Розанова и возглавляемого им коллектива предсказаны такие новые фундаментальные явления как пространственный гистерезис, оптические волны переключения и пространственные и пространственно-временные диссипативные солитоны в нелинейно-оптических и лазерных системах и создана их последовательная теория.
Впервые поставлена и решена задача описания гистерезиса пространственных распределений в протяженных бистабильных системах, что имеет принципиальное значение применительно к нелинейно-оптической записи и обработке информации. Выявлена особая роль волн переключения в кинетике пространственного гистерезиса. На основе созданной теории предложен новый подход к высокопроизводительной обработке информации — дискретно-аналоговый метод, позволяющий сочетать точность и надежность дискретного (цифрового) подхода с присущей аналоговому методу доступностью параллельных операций.
Другое важное следствие этой теории — предсказание нового класса солитонов — оптических пространственных и пространственно-временных диссипативных солитонов. Продемонстрировано разнообразие и необычность их свойств, в том числе криволинейность движения асимметричных солитонных структур даже в однородном окружении. Основные предсказания теории, включая кинетику пространственного гистерезиса, оптические волны переключения и диссипативные оптические солитоны, к настоящему времени подтверждены экспериментально.
Предложен Н. Н. Розановым и подход к формированию диссипативных солитонов нанометровых размеров и субфемтосекундной длительности. Важными результатами, полученными Н. Н. Розановым, являются также теория эффекта Зеемана в газовых лазерах, теория пульсаций лазера с частотно-селективным резонатором, теория мелкомасштабной самофокусировки поперечно ограниченных мощных лазерных пучков и самофокусировки в многоэлементных лазерных системах, теория четырёхволнового смешения в электрон-позитронном вакууме, новые релятивистские эффекты в среде с неоднородной скоростью движения, теория радикального преобразования излучения при отражении от движущихся в нелинейной среде импульсов и др.
Н. Н. Розанов — автор около 400 научных работ, из них 14 монографий и глав в них, главный редактор журнала «Оптика и спектроскопия», член редколлегии международного журнала «Nonlinear Phenomena in Complex Systems», председатель программного комитета международной конференции «Оптика лазеров», член двух диссертационных советов, член Коллегии национальных экспертов государств-членов СНГ по лазерам и лазерным технологиям.

## Награды
Премия имени Д. С. Рождественского (2007) — за цикл работ «Пространственный гистерезис, волны переключения и автосолитоны в нелинейно-оптических и лазерных системах»
Медаль ордена «За заслуги перед Отечеством» II степени (2016)